# Chukyo (keizer)
Keizer Chūkyō (仲恭天皇, Chūkyō-tennō, 30 oktober 1218 - 18 juni 1234) was de 85e keizer van Japan, volgens de traditionele opvolgvolgorde. Zijn regeerperiode besloeg echter slechts de periode van 13 mei tot 29 juli 1221. Door deze korte regeerperiode heerste lange tijd onduidelijkheid over het feit of Chūkyō wel echt geregeerd had, waardoor hij tot 1870 niet officieel tot de lijn van Japanse keizers werd gerekend.
Chūkyō’s persoonlijke naam (imina) was Kanenari-shinnō (懐成親王). Chūkyō was de zoon van keizer Juntoku. Zijn moeder was Ritsuko. Chūkyō kwam aan de macht nadat zijn vader moest aftreden als gevolg van zijn aandeel in de Jokyu-oorlog. Na een paar maanden werd hij echter alweer tot aftreden gedwongen en vervangen door een neef, keizer Go-Horikawa. Nadien kwam Chūkyō bekend te staan als de Onttroonde Keizer (Kujō Haitei, 九条廃帝) en de Halfkeizer (半帝).
* Regent Jingu staat niet op de traditionele lijst.